# Кызылай (станция метро, M1)
Кызылай (официально с 2016 г. 15 Temmuz Kızılay Millî İrade - Станция 15 Июля Кызылай Национальная Воля) станция метро линии А Анкарского метрополитена. Станция пересадочная, в Кызылае сходятся три линии; Ankaray, M1 и M2.  Станция на линии А открыта 30 августа 1996 года, станция на линии M1 открыта 29 декабря 1997 года.  
Кызылай оставался единственной пересадочной станцией метро Анкары до 12 февраля 2014 года, когда линия М3 была введена в эксплуатацию из Батыкента .  Месяц спустя, 13 марта, была введена в эксплуатацию линия M2 от Кызылай до Кору, что сделало Кызылай одной из двух станций метро в Турции, обслуживающих более двух линий, наряду с ТПУ Йеникапы в Стамбуле .  После неудавшегося государственного переворота 2016 года вокзал вместе с площадью был переименован в 15 Temmuz Kızılay Millî İrade .